# 内蒙古电力集团
内蒙古电力（集团）有限责任公司是中國内蒙古自治区人民政府所擁有的地方電网公司。集团曾經同時擁有电网及電廠資產，並曾經是內蒙華電的母公司。公司前身是内蒙古自治区电力总公司。

## 歷史
2002年国务院印发《电力体制改革方案》，内蒙古电力集团實施廠網分離。建立蒙西电网及内蒙古电力投资有限责任公司。内蒙古电力投资成立後亦不直接統屬内蒙古电力集团，而是直接受内蒙古国资委監管。
内蒙古电力投资成立後，再將資產（包括內蒙華電）注入北方联合电力，並短暫成為大股東。2005年北方联合电力控股權落入中国华能集团。2015年内蒙古能源发电投资集团（内蒙古电力投资的後繼機構）掛牌出售剩餘的19%北方联合电力股權，亦由中国华能集团投得。
廠網分離後，根據報導，内蒙古电力集团曾經违规再次投資與建新丰热电厂。2006年，内蒙古电力集团总经理、党委副书记赵凤山被给予行政记大过处分、党内警告处分。現時新丰热电亦由内蒙古能源发电投资集团擁有，而不是内蒙古电力集团。
内蒙古电力集团是2018年国家科学技术进步奖一等奖获奖单位。

## 連結
- 官方网站